# Toropeci járás

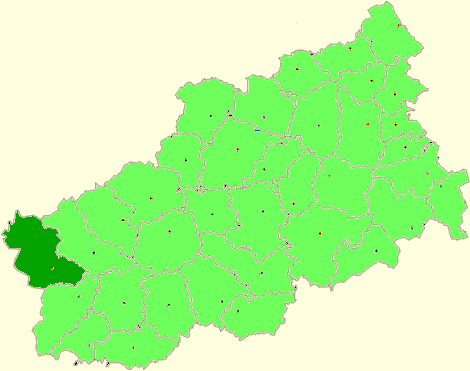
A Toropeci járás a Tveri területen

A Toropeci járás (oroszul Торопецкий район) Oroszország egyik járása a Tveri területen. Székhelye Toropec.

## Népesség
- 1989-ben 31 228 lakosa volt.
- 2002-ben 25 235 lakosa volt.
- 2010-ben 20 526 lakosa volt, melyből 19 639 orosz, 166 ukrán, 146 cigány, 125 fehérorosz, 50 moldáv, 32 észt, 31 tatár, 25 német, 21 tadzsik, 16 üzbég, 14 örmény, 11 csuvas stb.